# Primula allionii
Espèce
Classification phylogénétique
Primula allionii, la primevère d'Allioni, est une espèce de plantes à fleurs de la famille des Primulaceae.
Le nom fait référence à Carlo Allioni (1728 ou 1729-1804), un médecin et botaniste piémontais.

## Description
C'est une plante vivace. Les feuilles sont persistantes, de 3 à 5 cm de long, de couleurs gris-vert ; elles sont entières, oblancéolées, à poils glanduleux.Ses feuilles forment une rosette.

### Floraison
- De février à avril. Les ombelles sont formées de 1 à 5 fleurs aplaties, de 2 à 3 cm de diamètre, allant du blanc au rose et au rouge pourpré. Les corolles présentent une face plate et un œil blanc.

### Taille
- 8 à 10 cm de haut pour 20 cm de diamètre.

## Cultivar
Principal cultivar : Primula allionii 'Snowflake' aux fleurs blanches parfois teintées de rose sur les bords.

## Statut de protection
En France, l'espèce est protégée sur l'ensemble du territoire métropolitain.